# 莱马特尔德韦尔
莱马特尔德韦尔（法語：Les Martres-de-Veyre，法語發音：[le maʁtʁ də vɛʁ]，意为“韦尔的莱马特尔”）是法国多姆山省的一个市镇，属于克莱蒙费朗区。

## 地理
莱马特尔德韦尔（45°41'3"N, 3°11'24"E）面积9.28 平方千米，位于法国奥弗涅-罗讷-阿尔卑斯大区多姆山省，该省份为法国中南部省份，北起阿列省接壤，东临卢瓦尔省，南至上盧瓦爾省和康塔爾省，西接科雷兹省和克勒兹省。
与莱马特尔德韦尔接壤的市镇（或旧市镇、城区）包括：勒桑德尔、科朗、米雷夫勒尔、奥尔塞、拉罗什努瓦尔、圣莫里斯、韦尔-蒙通、维克勒孔特。

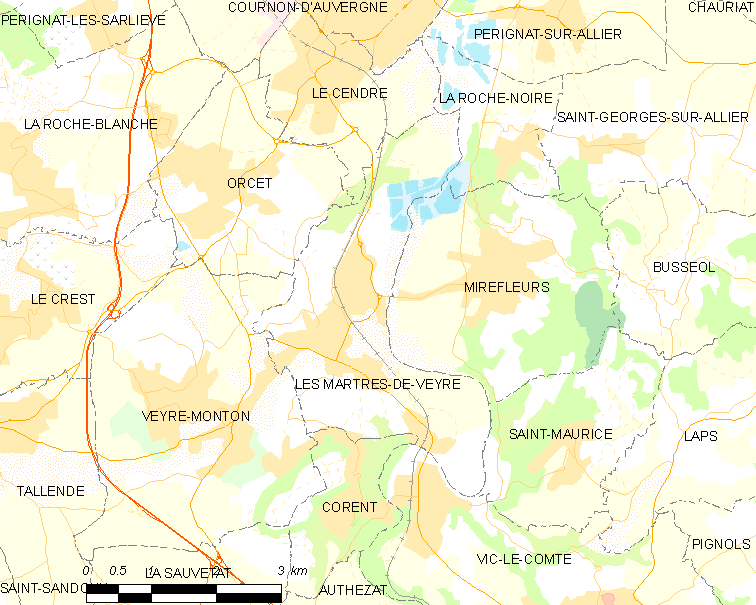
莱马特尔德韦尔的OSM定位图

莱马特尔德韦尔的时区为UTC+01:00、UTC+02:00（夏令时）。

## 行政
莱马特尔德韦尔的邮政编码为63730，INSEE市镇编码为63214。

## 政治
莱马特尔德韦尔所属的省级选区为莱马特尔德韦尔县。

## 人口

1962-2008年间莱马特尔德韦尔人口变化图示

莱马特尔德韦尔于2022年1月1日时的人口数量为3786人。